# Die Frau ohne Schatten (Erzählung)
Die Frau ohne Schatten ist eine Erzählung des österreichischen Schriftstellers Hugo von Hofmannsthal, die erstmals 1919 bei S. Fischer in Berlin erschienen ist.

## Inhalt
Der Inhalt der Erzählung ist im Wesentlichen deckungsgleich mit Hofmannsthals Libretto zur gleichnamigen Oper von Richard Strauss. Eine Gleichsetzung von Opernhandlung und dem Inhalt der Erzählung greift allerdings zu kurz, da Hofmannsthal zahlreiche Leerstellen des Opernlibrettos weiter ausdeutet und dadurch weitere Handlungsstränge und -wendungen eröffnet. Folgt man Lorenz Jägers Interpretation der Genese der Erzählung, so dürften nur wenige Arbeiten Hofmannsthal so schwergefallen sein wie diese, „in der er – nach der ersten Version für die Oper – erneut eine eigene Sprache finden, ein eigenens Idiom konstruieren mußte.“

## Ausgaben
- Die Frau ohne Schatten. Erzählung von Hugo von Hofmannsthal, Berlin 1919 (Erstdruck).
- Hugo von Hofmannsthal: Die Frau ohne Schatten. Eine Erzählung (= Ders.: Sämtliche Werke. Kritische Ausgabe, Band XXVIII, Erzählungen I. Herausgegeben von Ellen Ritter), Frankfurt am Main 1975, S. 107–196.
- Gesammelte Werke in zehn Einzelbänden. Erzählungen, Erfundene Gespräche und Briefe, Reisen. Frankfurt a. M. 1979, S. 341–439. zeno.org
- Hugo von Hofmannsthal: Die Frau ohne Schatten. Eine Erzählung (= Ders.: Werke in zehn Bänden. Herausgegeben von Lorenz Jäger), Frankfurt am Main 1999.

## Sekundärliteratur
- Lorenz Jäger: Friedenstiftung im Geschlechterkrieg. Hofmannsthals Märchen „Die Frau ohne Schatten“. In: Hugo von Hofmannsthal: Die Frau ohne Schatten. Eine Erzählung (= Ders.: Werke in zehn Bänden. Herausgegeben von Lorenz Jäger), Frankfurt am Main 1999, S. 107–110.
- Wilfried Kuckartz: Hugo von Hofmannsthal als Erzieher. Zum Problem von Dichtung und Pädagogik oder Das Vorbild in Bildung und Erziehung, dargestellt am Beispiel von Hofmannsthals Märchen "Die Frau ohne Schatten" und dem Lustspiel "Der Schwierige" in tiefenpsychologisch-pädagogischer Deutung. Verlag: Adolf Bonz GmbH ISBN 3-87089-360-5